# 하나이비인후과병원
하나이비인후과병원은 서울특별시 강남구에 위치한 이비인후과전문병원이다. 